# Trigynaspida
Trigynaspida (лат.) — подотряд клещей из отряда Mesostigmata надотряда Parasitiformes.

## Описание
Крупные мезостигматные клещи (от 0,5 до 5 мм), чьи изученные виды в основном связаны с членистоногими или рептилиями в теплых умеренных и тропических местообитаниях. Trigynaspida — это ранние производные Mesostigmata, отличающиеся главным образом набором признаков строения и числа щетинок, хелицерального и генитального щитков. У Trigynaspida имеется уникальный набор сетальных признаков на лапках II — IV: дополнительные переднелатеральные щетинки (alx) и медиовентральные щетинки. Более примечательны часто сложные наросты на подвижной хелицеральном пальце.
Представители Fedrizzioidea, главным образом, ассоциированы с жуками-пассалидами
(Fedrizziidae и Klinckowstroemiidae), жужелицами (Promegistidae), и многоножками-диплоподами или ящерицами (Paramegistidae). Parantennuloidea ассоциированы с жужелицами и чернотелками. Группы Antennophoroidea и Aenictequoidea ассоциированы с муравьями.

## Классификация
2 инфраотряда, около 100 родов и 300 видов. В некоторых системах инфраотрядам придан статус суперкогорт, а секциям — когорт.
Parantennuloidea ассоциированы с жужелицами и чернотелками. Parantennuloidea рассматривается базальной в составе Antennophorina. Время происхождения Trigynaspida оценивается ранним мезозоем (верхним триасом).
| - Инфраотряд Antennophorina Camin & Gorirossi, 1955 - Aenictequoidea Kethley, 1977 - Aenictequidae Kethley, 1977 (1 род, 1 вид) - Euphysalozerconidae Kim, 2008 (1, 1) - Messoracaridae Kethley, 1977 (2, 3) - Ptochacaridae Kethley, 1977 (1, 3) - Antennophoroidea Berlese, 1892 - Antennophoridae Berlese, 1892 (6, 19) - Celaenopsoidea Berlese, 1892 - Celaenopsidae Berlese, 1892 (7, 14) - Costacaridae Hunter, 1993 (1, 1) - Diplogyniidae Trägårdh, 1941 (42, 85) - Euzerconidae Trägårdh, 1938 (12, 24) - Megacelaenopsidae Funk, 1975 (2, 2) - Neotenogyniidae Kethley, 1974 (1, 1) - Schizogyniidae Trägårdh, 1950 (6, 10) - Triplogyniidae Funk, 1977 (2, 11) - Fedrizzioidea Trägårdh, 1937 - Fedrizziidae Trägårdh, 1937 (3, 34) - Klinckowstroemiidae Camin & Gorirossi, 1955 (4, 36) - Megisthanoidea Berlese, 1914 - Hoplomegistidae Camin & Gorirossi, 1955 (1, 7) - Megisthanidae Berlese, 1914 (1, 30) - Paramegistoidea Trägårdh, 1946 - Paramegistidae Trägårdh, 1946 (5, 30) - Parantennuloidea Willmann, 1941 - Parantennulidae Willmann, 1941 (3, 5) - Philodanidae Kethley, 1977 (2, 2) - Promegistidae Kethley, 1977 (1, 1) | - Инфраотряд Cercomegistina Camin & Gorirossi, 1955 - Cercomegistoidea Trägårdh, 1937 - Asternoseiidae Vale, 1954 (2 рода, 3 вида) - Cercomegistidae Trägårdh, 1937 (5 родов, 13 видов) - Davacaridae Kethley, 1977 (2 рода, 4 вида) - Pyrosejidae Lindquist & Moraza, 1993 (2 рода, 3 вида) - Saltiseiidae Walter, 2000 (1 род, 1 вид) - Seiodidae Kethley, 1977 (1 род, 1 вид) |